# San Juan Bautista Tuxtepec
San Juan Bautista Tuxtepec è una città del Messico, capoluogo dell'omonima municipalità, nonché seconda città dello Stato di Oaxaca. Secondo il censimento del 2005, conta una popolazione di 94.209 abitanti, 144.555 in tutto il comune. La superficie di 933,90 km² corrisponde al 0,979% dell'intero Stato. Si trova nella regione del Papaloapan nel Nord del Paese, ad un'altezza di 11 metri sopra il livello del mare; è lambita dalle acque del Río Papaloapan, emblema della città.